# Black Jack (Missouri)
Black Jack – miasto w Stanach Zjednoczonych, w stanie Missouri, w hrabstwie St. Louis.